# Симоне Моро
Симо̀не Мо̀ро (на италиански: Simone Moro) е италиански алпинист и летец.
Известен е като първия алпинист, осъществил първите зимни изкачвания на 4 осемхилядника – Шишапангма през 2005 година, Макалу през 2009 година, Гашербрум II през 2011 година и Нанга Парбат през 2016 година.
Моро е и опитен пилот на вертолет. През 2013 година Моро заедно с още 2 спасители осъществява най-високо достигналия полет на спасителен хеликоптер – близо до връх Лхотце на 7800 м. На 12 ноември 2015 година поставя рекорд за най-голяма денивелация на полет с хеликоптер, достигайки 6705 м на борда на ES 101 Raven.

## Покорени осемхилядници
- 1996, 2005[1] – Шишапангма, първо зимно изкачване (2005, съвместно с Пьотър Моравски)
- 1997 – Лхотце
- 2002 – Чо Ою
- 2003 – Броуд пик
- 2009 – Макалу, първо зимно изкачване[4] (съвместно с Денис Урубко)
- 2000, 2002, 2006, 2010 – Еверест[13]
- 2011 – Гашербрум II, първо зимно изкачване[6] (съвместно с Кори Ричърдс и Денис Урубко)
- 2016 – Нанга Парбат, първо зимно изкачване[7][8] (съвместно с Алекс Чикон и Мухамад Али)